# Železniční trať Třebovice v Čechách – Chornice – Prostějov/Velké Opatovice
Železniční trať Třebovice v Čechách – Chornice – Prostějov/Velké Opatovice je jednokolejná regionální trať (v jízdní řádu pro cestující je úsek Třebovice v Čechách – Dzbel uváděn pod číslem 017, úsek Dzbel–Prostějov pod číslem 306, úsek Chornice – Velké Opatovice v jízdním řádu uveden není). Provoz na trati byl zahájen v roce 1889.

## Historie
Trať byla vybudována jako tzv. Moravská západní dráha mezi Třebovicemi v Čechách a Prostějovem, přičemž větev na Prostějov byla hlavní, z Chornic vedla odbočka do Velkých Opatovic. V roce 1908 byl zahájen provoz na navazující trati z Velkých Opatovic do Skalice nad Svitavou. Moravská západní dráha (MZD) byla stavěna na základě zákona o místních drahách. Jednalo se o dráhu soukromou a provoz zajišťovaly státní dráhy na účet majitele dráhy. Úředním jazykem byla němčina. Maximální dovolená rychlost byla 25 km/h. V provozu byly pouze smíšené vlaky a to v prvním roce provozu pouze dva páry vlaků. Výtopny byly v Prostějově m. n. a Třebovici v Čechách (rotundy s točnami). Vodárny byly umístěny v Prostějově m. n., Ptení, Dzbelu, Chornici, Moravské Třebové a Třebovici v Čechách. Po roce 1918 přešel provoz MZD pod ČSD. Dráha však nadále zůstala soukromá se státním provozem. Od 1. ledna 1921 byla oficiálně vyhlášena jako soukromá se státním provozem. Trať byla zestátněna 10. října 1945 a přidělena ředitelství státních drah v Brně.
Během druhé světové války úsek Třebovice v Čechách – Dzbel včetně odbočky vedl na území německé říše, provoz na zbytku tratě provozovaly protektorátní dráhy. V roce 1978 byl na trati ukončen parní provoz, lokomotivy byly nahrazovány motorovými vozy řady 810 či 851. V úseku Prostějov-Chornice jezdily v čele klasických souprav lokomotivy řady 735 až do začátku 90. let, po nich na krátkou dobu lokomotivy řady 753. 
Na trati je zjednodušený způsob řízení dopravy D3 v úsecích Třebovice v Čechách – Chornice a Chornice – Kostelec na Hané. V současné době[kdy?] je dirigující stanicí pro úsek Chornice – Kostelec na Hané stanice Kostelec na Hané, kde sídlí dirigující dispečer. Dirigující stanicí pro úsek Třebovice v Čechách – Chornice jsou Chornice. Dříve byl dirigující stanicí na této trati Dzbel (nyní dopravna D3), kde v dnešní době končí vlaky z Prostějova. V současné době[kdy?] jezdí na trati motorové jednotky Regionova. V dřívějších letech trať měla v jízdním řádu označení 27a Prostějov hl. n. – Třebovice v Čechách. V prosinci 2011 uzavřely ČD pokladnu ve stanice Konice, která byla poslední v úseku Kostelec na Hané – Chornice.[zdroj?]
Od 11. prosince 2011 nebyla v úseku Moravská Třebová – Chornice – Dzbel/Velké Opatovice objednána pravidelná osobní doprava. V září 2014 byla částečně obnovena doprava v úseku Moravská Třebová – Chornice, od prosince 2014 pak byla pravidelná doprava obnovena pro úsek Moravská Třebová – Dzbel. V roce 2017 se vlaky vrátily i na úsek Chornice – Velké Opatovice. Od roku 2018 byla osobní doprava v celém úseku Moravská Třebová – Chornice – Dzbel objednávána jen o sobotách a nedělích. V úseku Chornice – Velké Opatovice jezdil jeden pár vlaků v neděli odpoledne ve školním roce, koncem roku 2020 zde však byla pravidelná osobní doprava opět zcela zastavena.

## Navazující tratě

### Třebovice v Čechách
- Železniční trať Česká Třebová – Přerov

### Velké Opatovice
- Železniční trať Skalice nad Svitavou – Velké Opatovice

### Kostelec na Hané
- Železniční trať Olomouc – Senice na Hané – Prostějov

### Prostějov hlavní nádraží
- Železniční trať Nezamyslice–Olomouc

## Fotogalerie

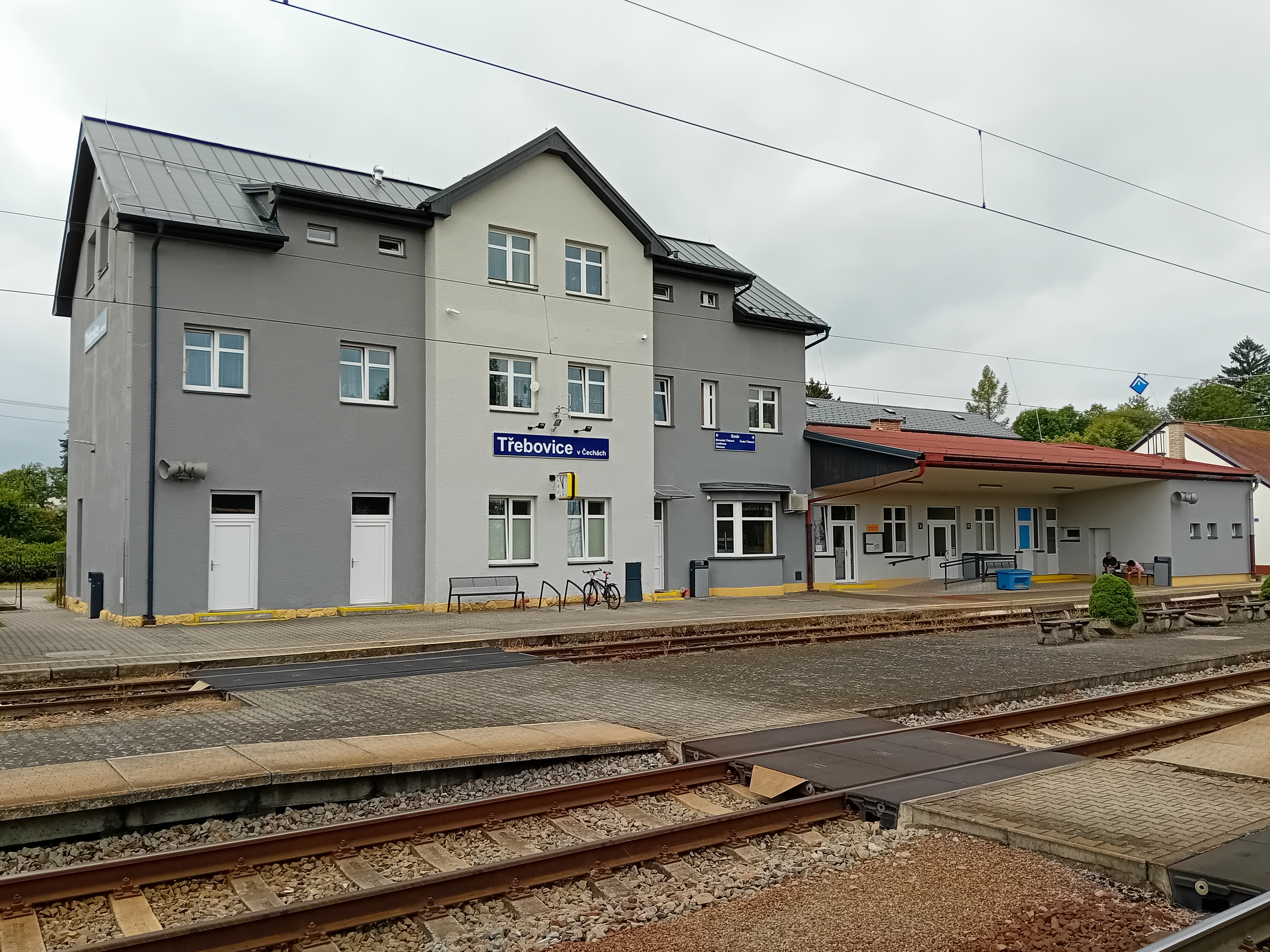
Nádraží Třebovice v Čechách
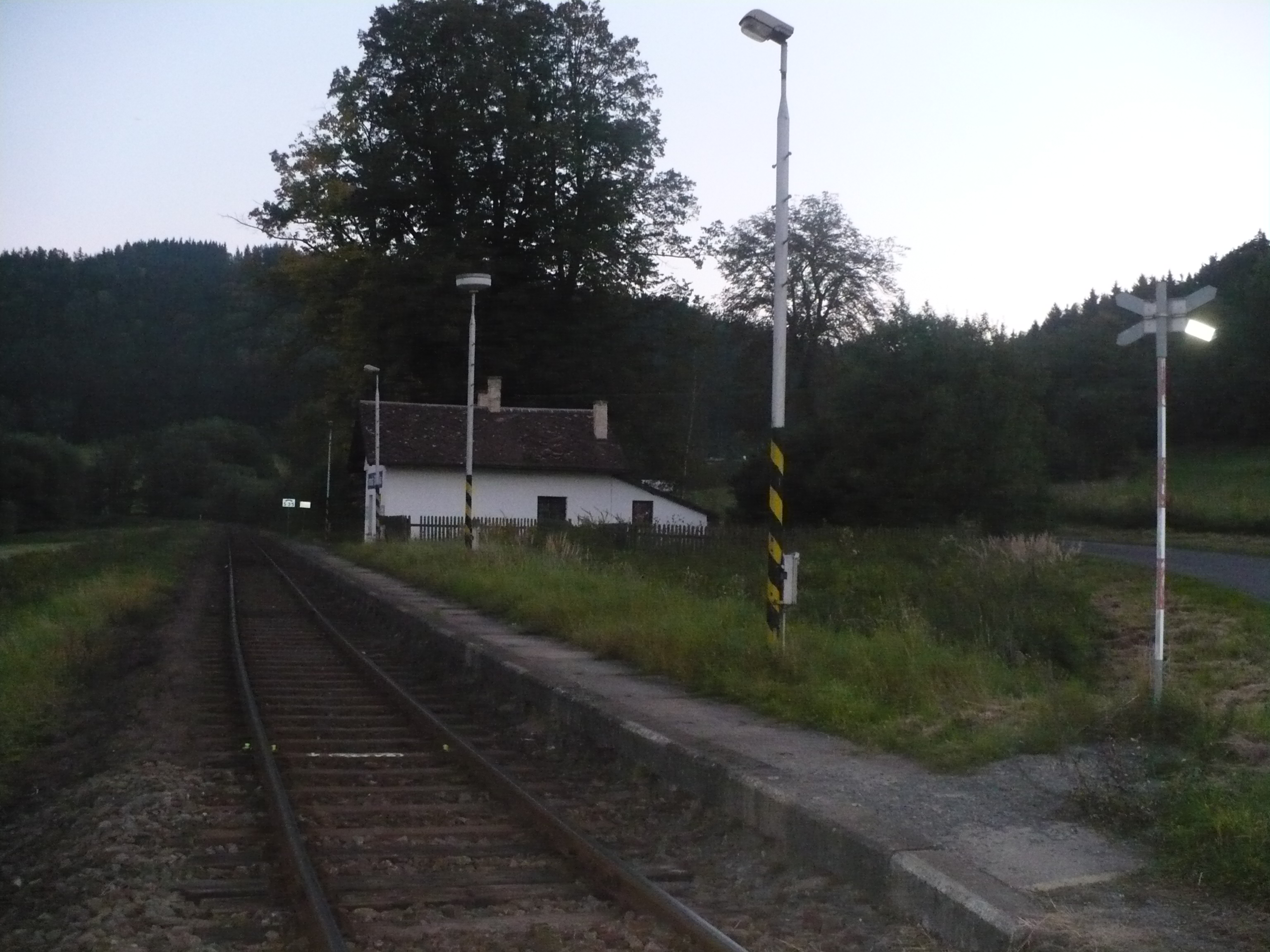
Zastávka Anenská Studánka
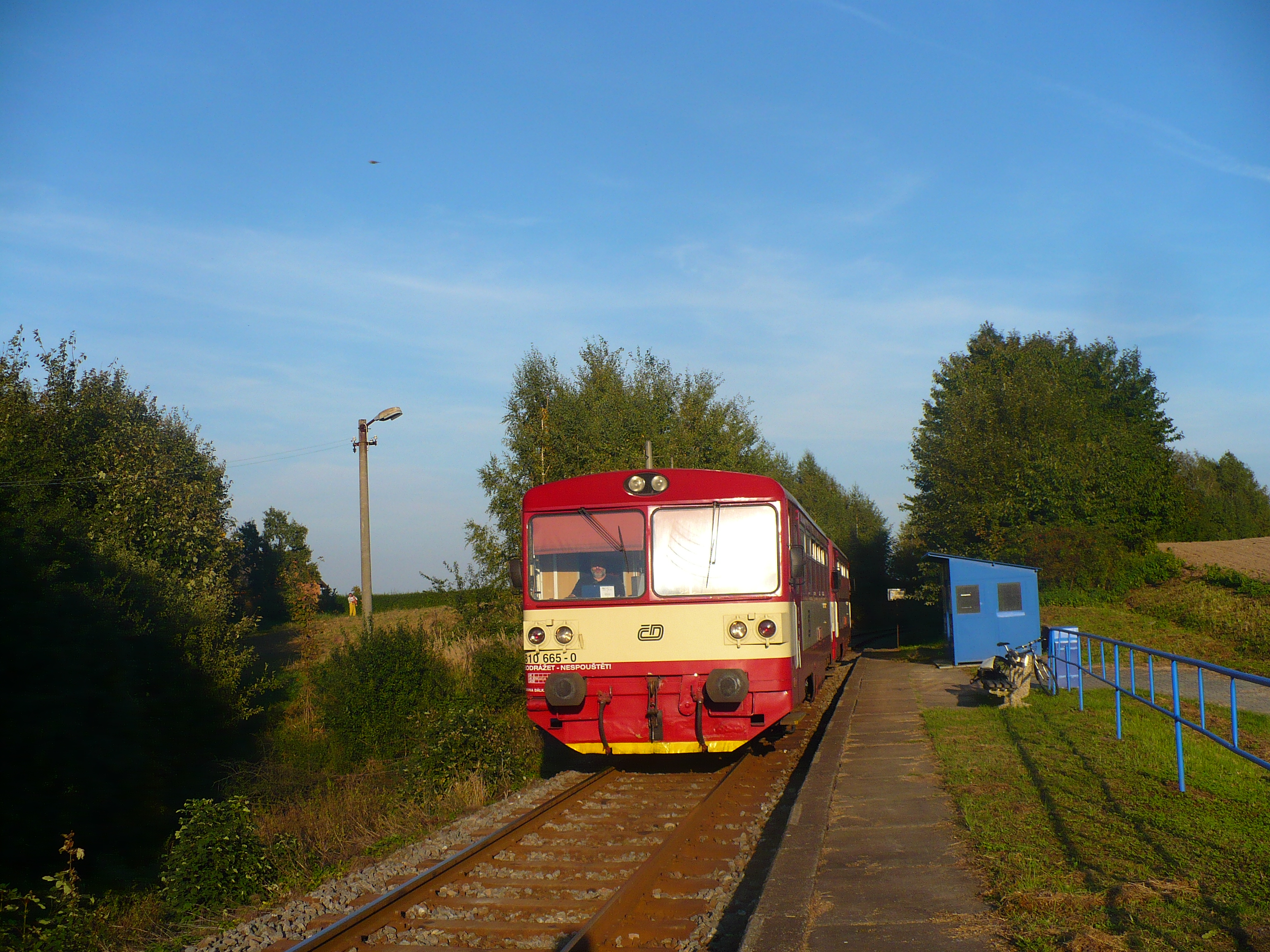
Zastávka Trpík
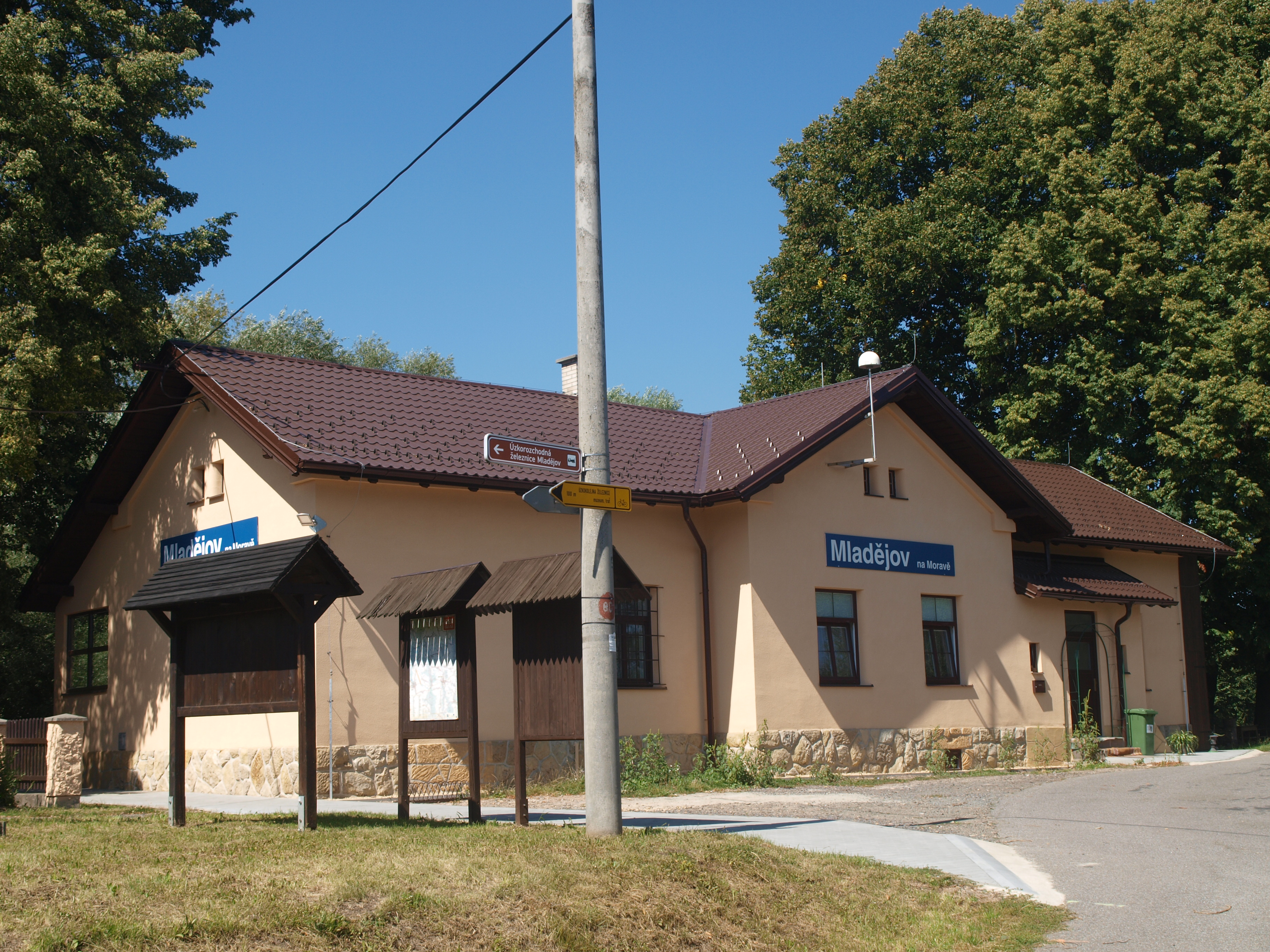
Dopravna Mladějov na Moravě
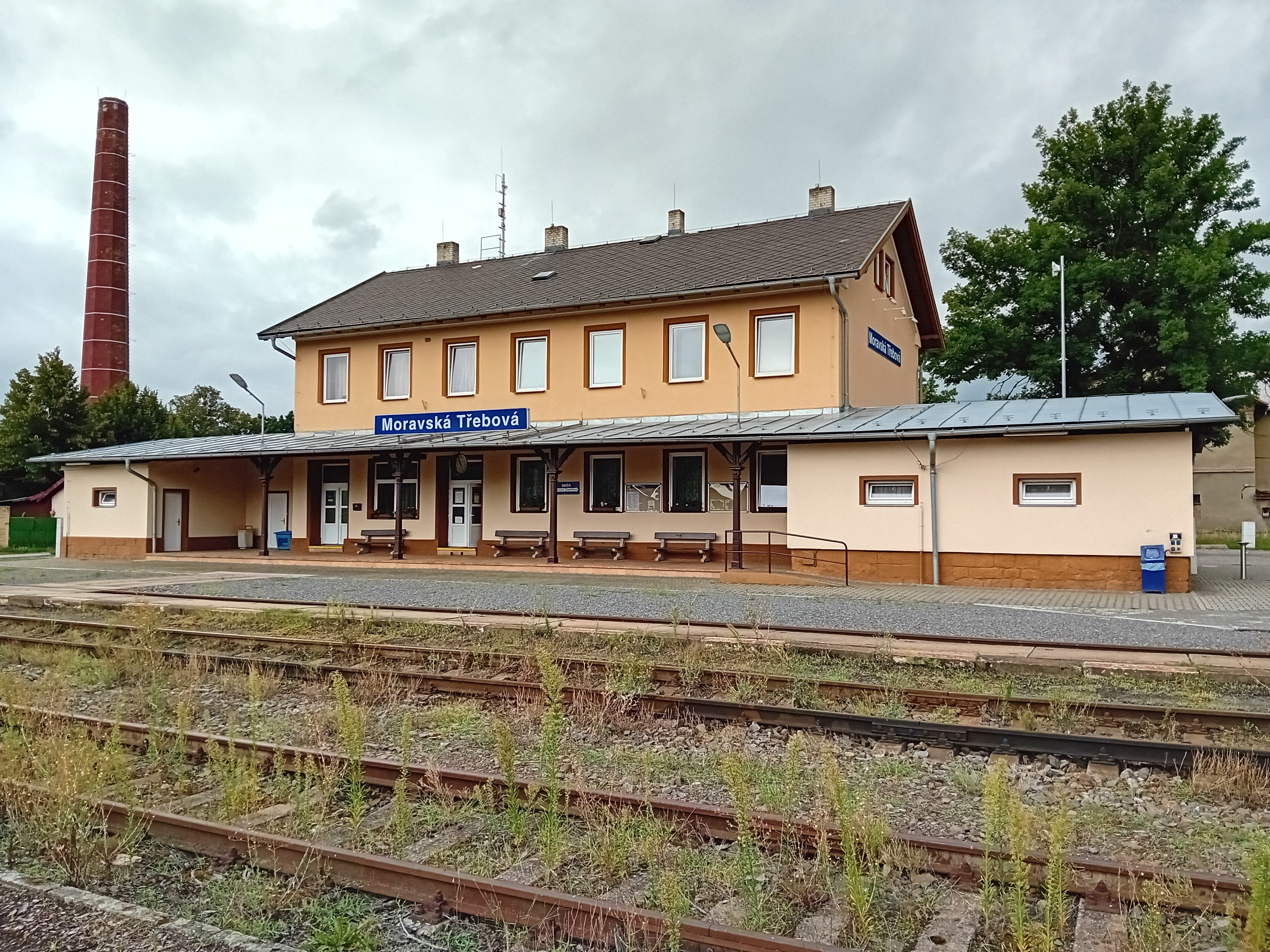
Dopravna Moravská Třebová
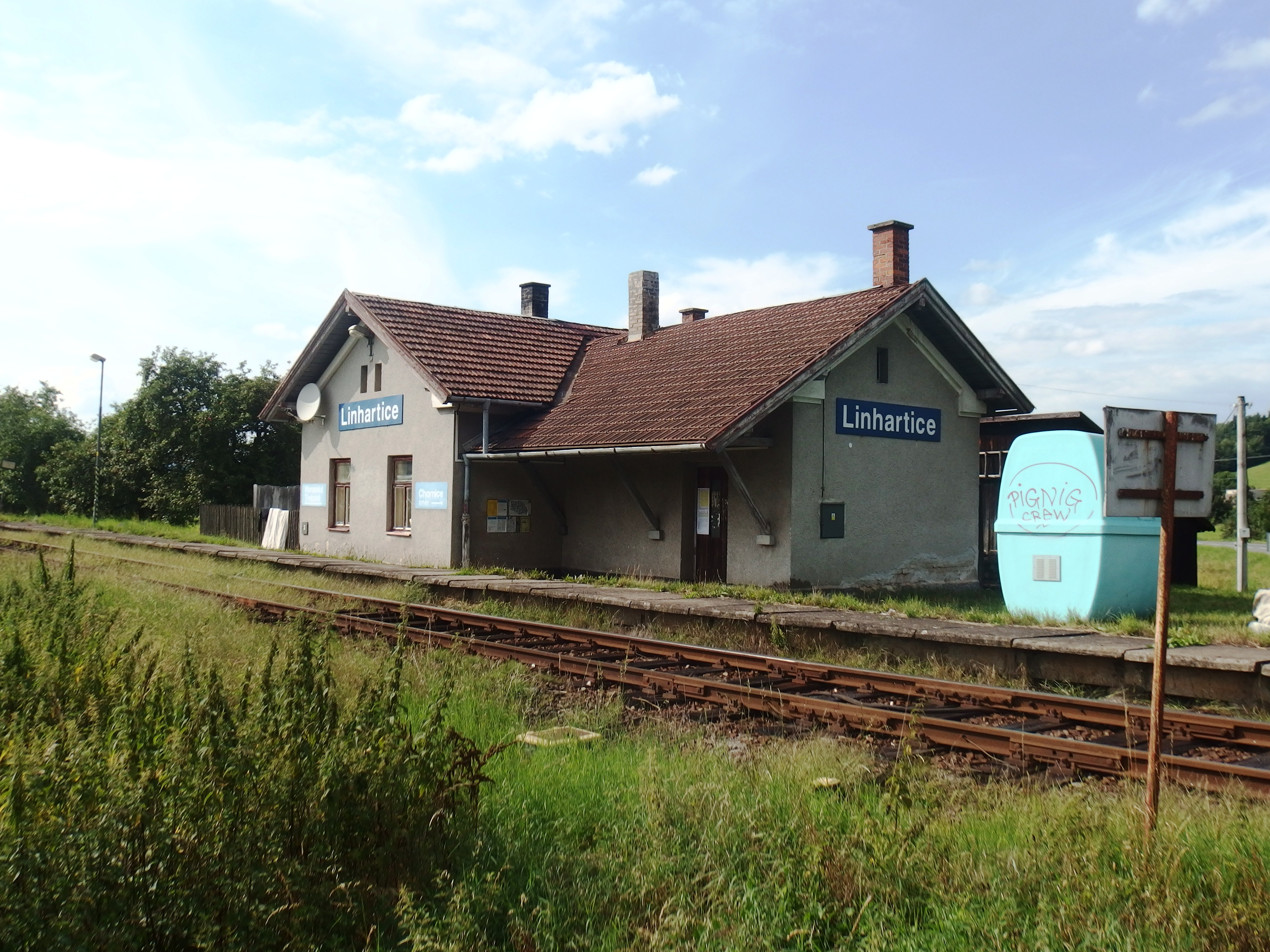
Zastávka Linhartice
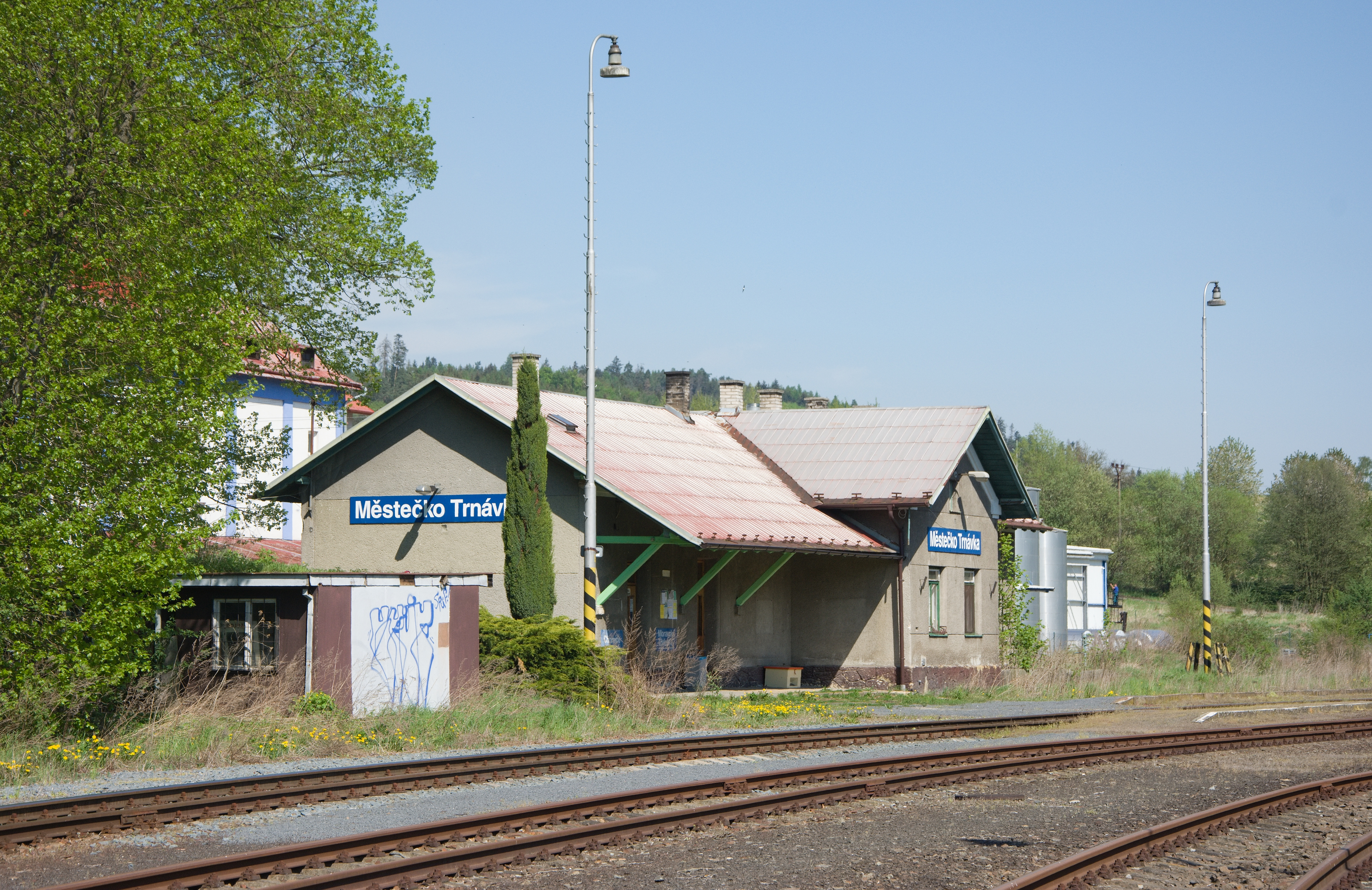
Dopravna Městečko Trnávka
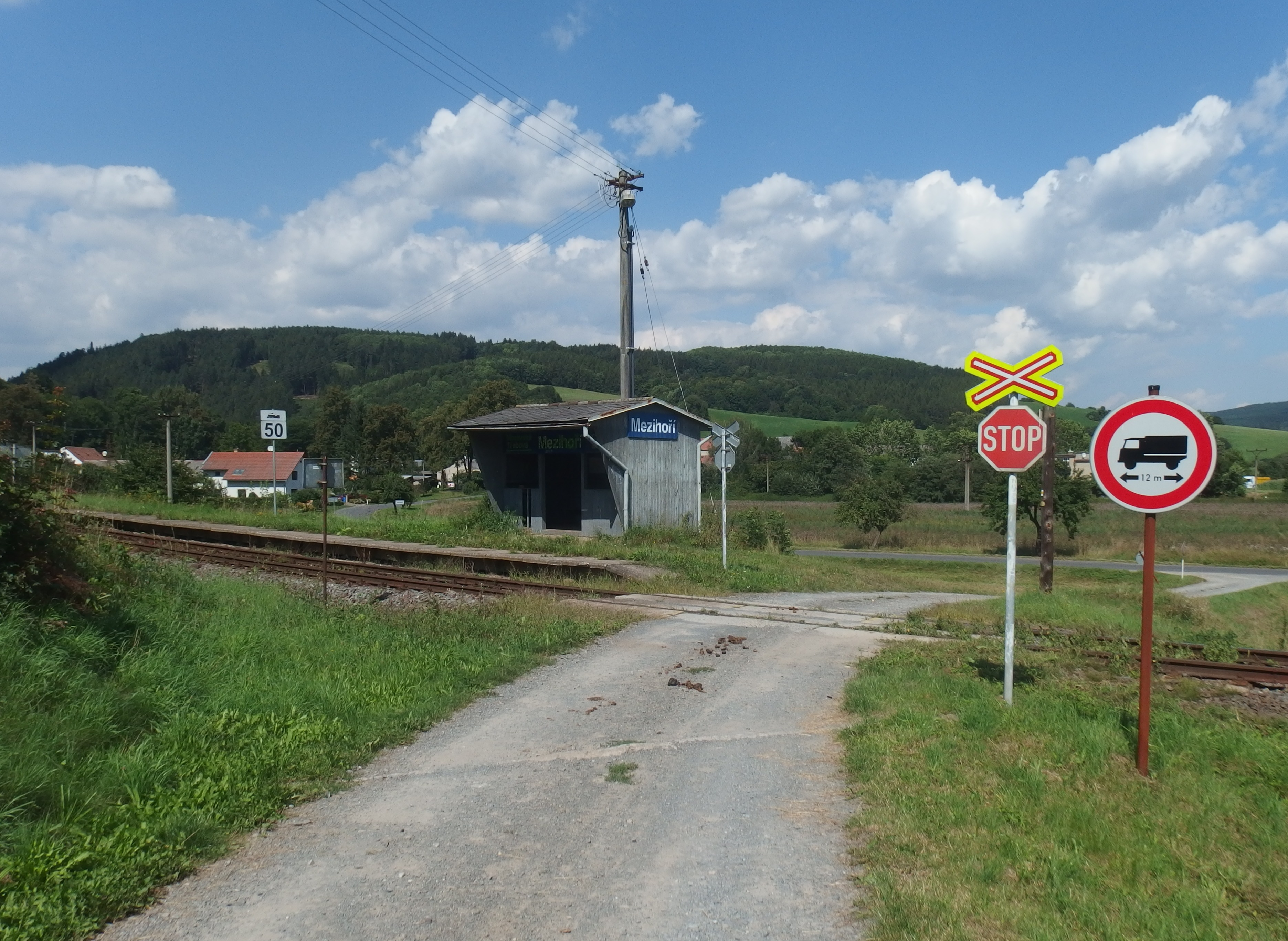
zastávka Mezihoří
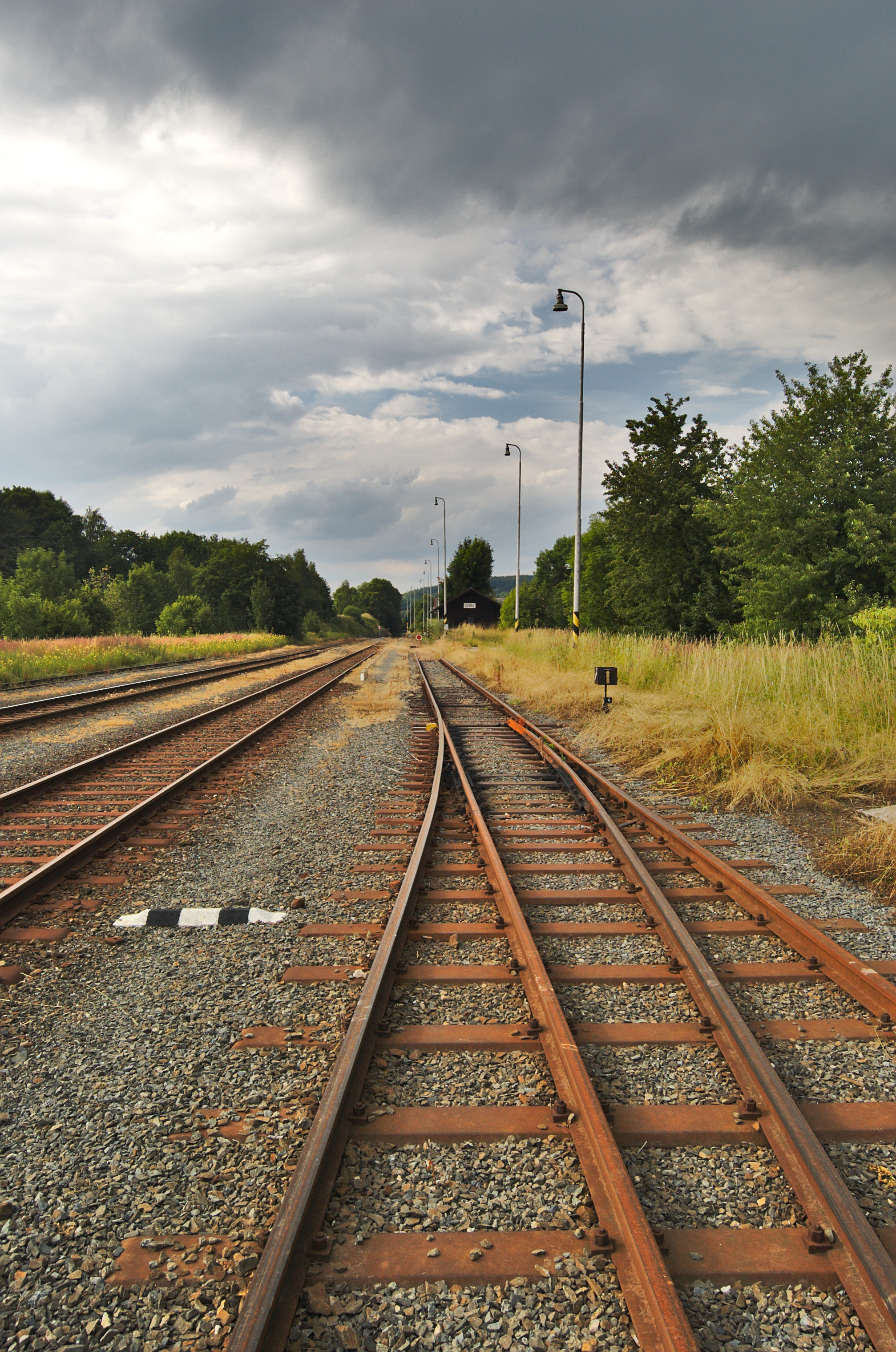
Nádraží Dzbel – trať směrem na Chornici
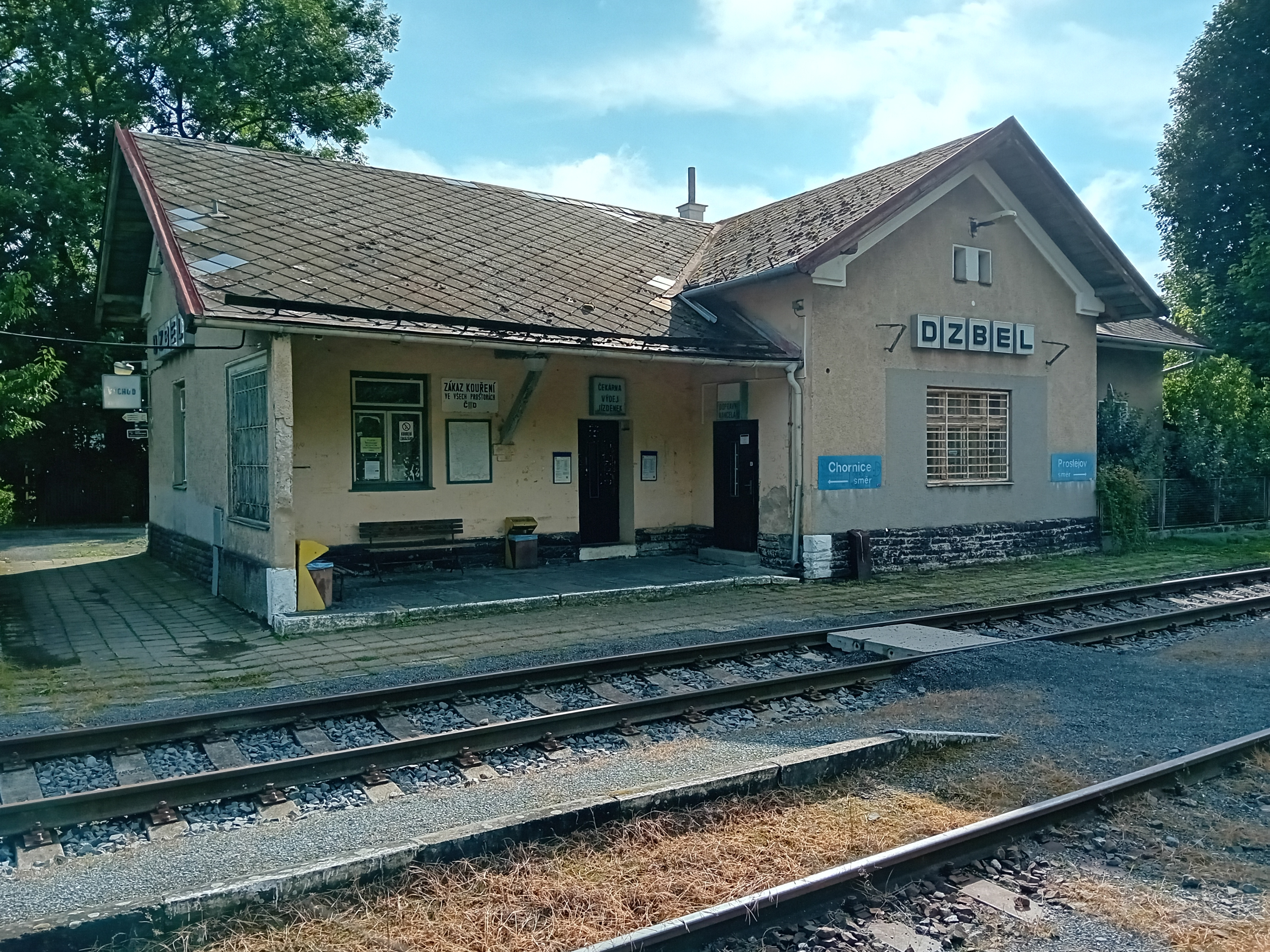
Nádraží Dzbel
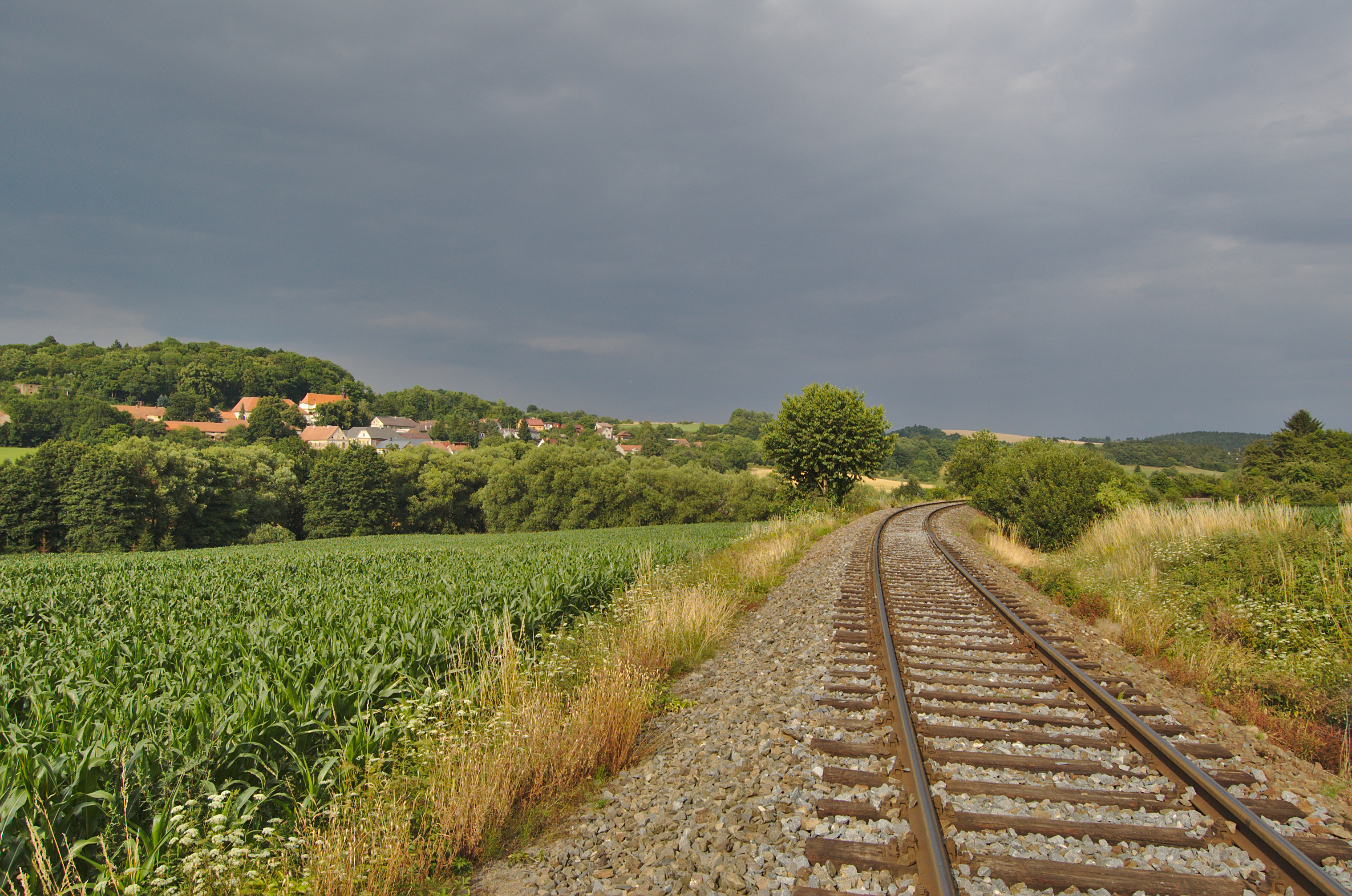
Trať mezi Jesencem a Dzbelem
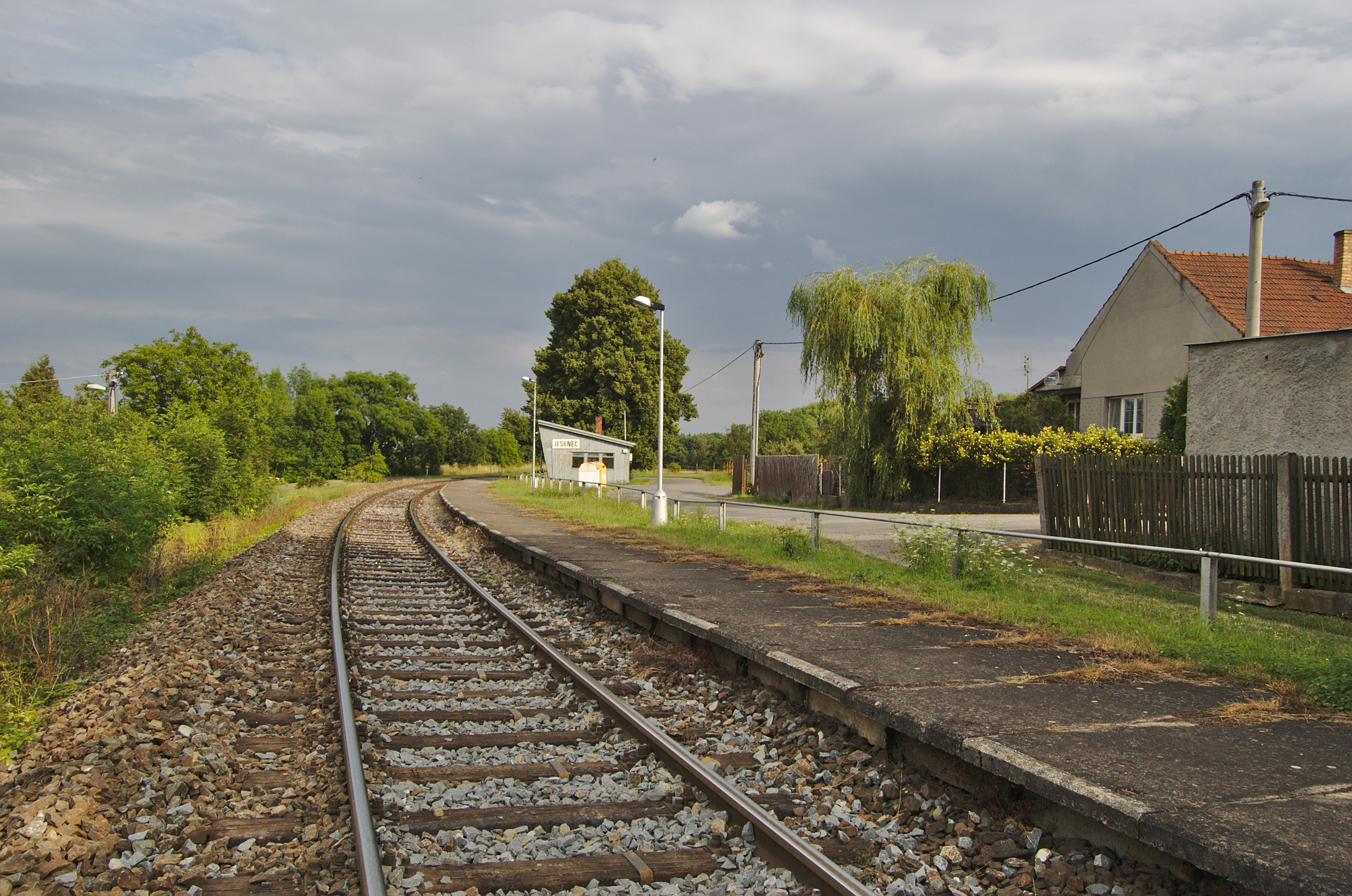
Zastávka Jesenec
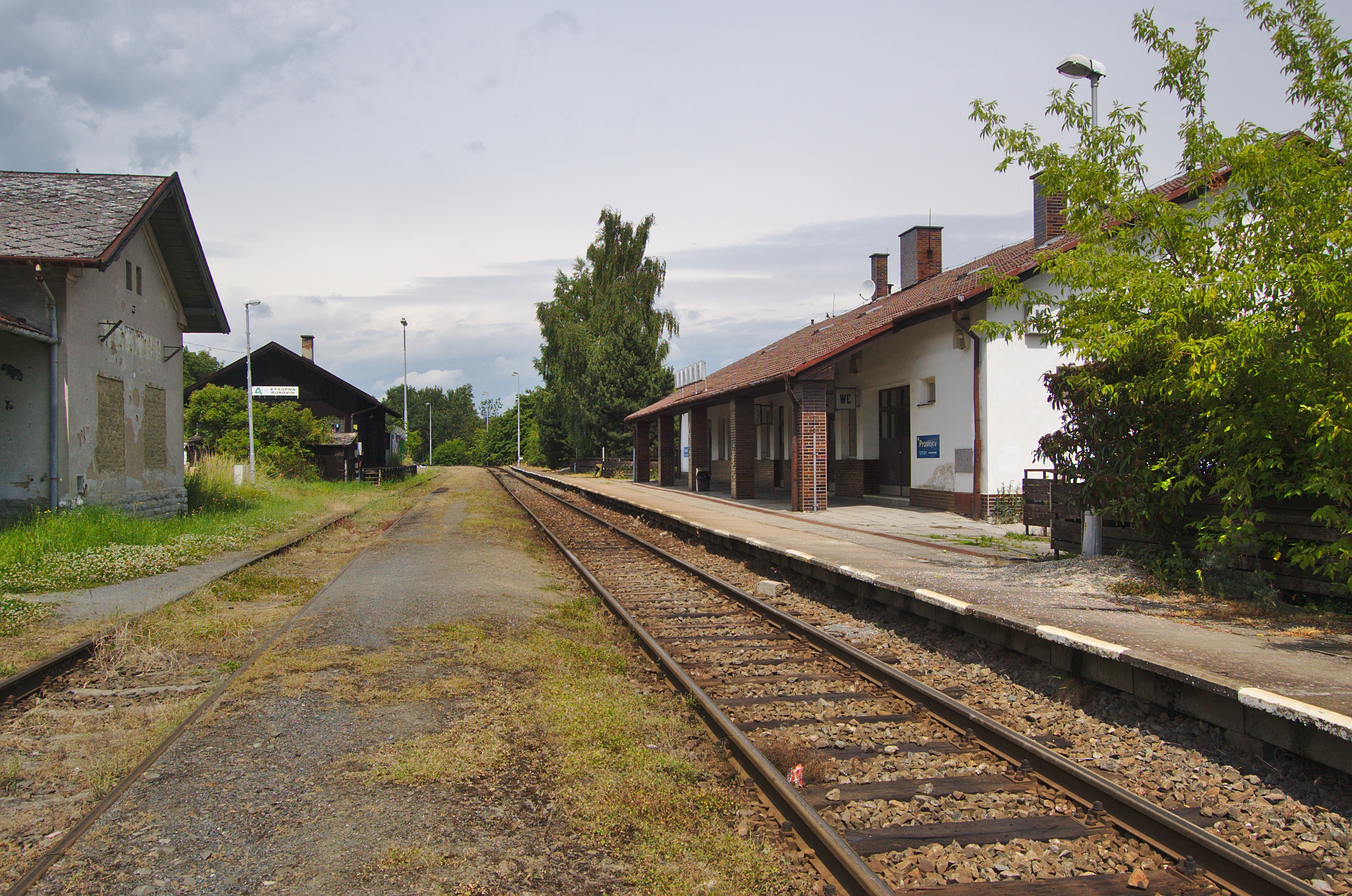
Nádraží Konice
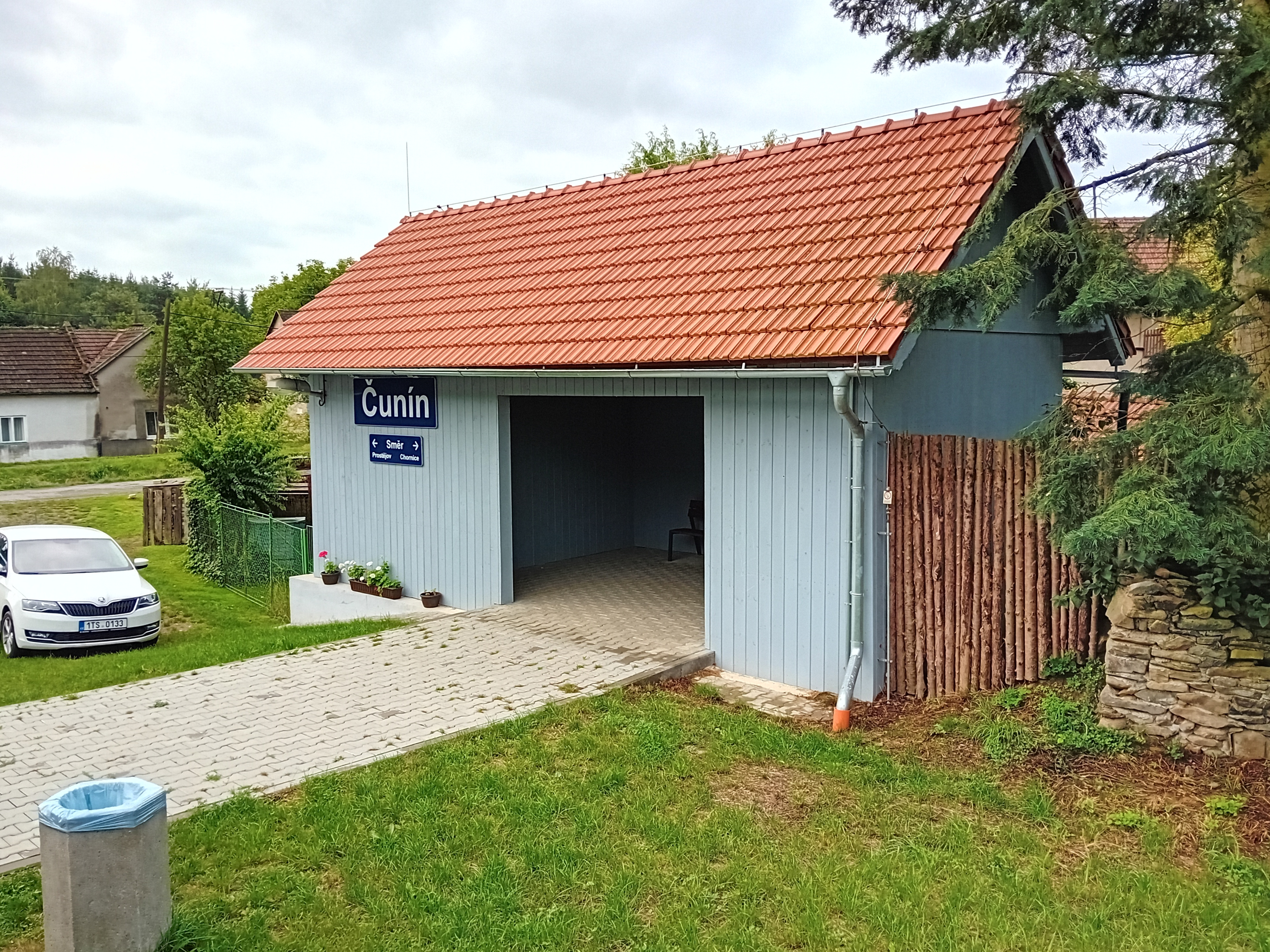
Čunín
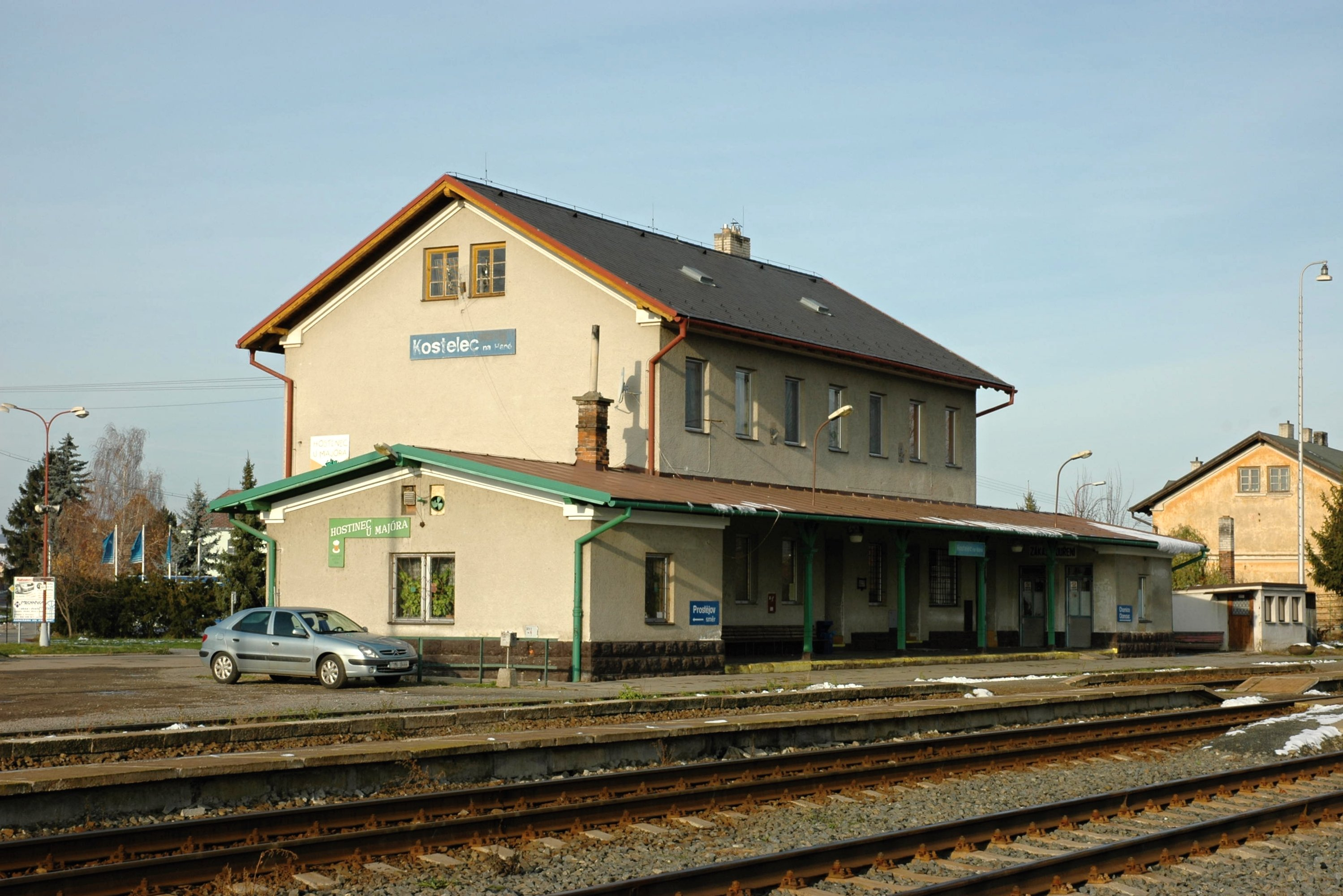
Kostelec na Hané
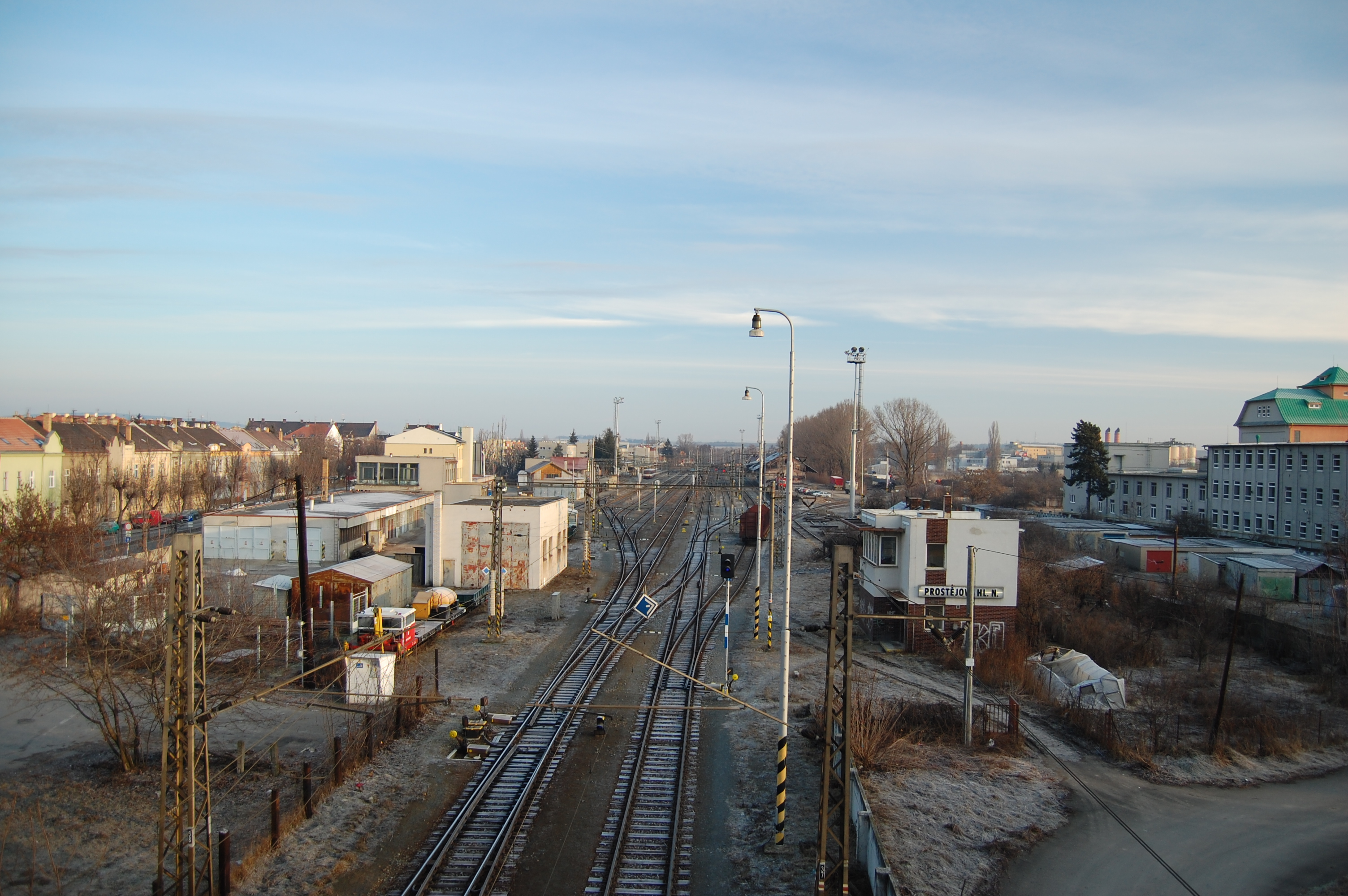
Prostějov hlavní nádraží